# Ducati Indiana
L'Indiana est un modèle de motocyclette du constructeur italien Ducati.
L'Indiana est le fruit de la volonté des dirigeants de Cagiva de concurrencer Harley-Davidson sur son territoire.

Le nom d'Indiana n'est pas sans rappeler celui du concurrent : Indian.
Elle est présentée au public pour la première fois au salon de Milan de 1985.
Si le premier prototype utilisait un moteur à couple conique, le modèle qui entre en production opte pour un Pantah, moins onéreux à fabriquer.
La 350 a surtout été créée pour le marché italien. Elle est sortie à 800 exemplaires.
La 650 a un moteur de 649,56 cm3, avec des cotes d'alésage et de course de 82 et 61,5 mm. Il est alimenté par deux carburateurs Bing de 32 mm de diamètre. Il est donné pour 53 chevaux à 7 000 tr/min et 5 mkg 1 000 tours plus bas. L'embrayage en bain d'huile est remplacé par un embrayage à sec.

La 650 ne sera commercialisée qu'en 1986, à 1 014 exemplaires, dont 64 à destination de la police et bénéficiant de divers aménagements, comme la selle monoplace, les sacoches...
En 1987, la 650 est remplacée par la 750. L'alésage gagne 6 mm et la cylindrée grimpe à 748 cm3. La puissance est en hausse de deux chevaux pour le même régime.

La 750 a été vendue à 504 exemplaires, dont deux exemplaires pour la police.
La partie cycle est commune aux trois modèles.

Le cadre est un classique double berceau en acier. La fourche et les combinés amortisseur sont estampillés Marzocchi. Le freinage est assuré par un disque de 260 mm à l'avant et un disque de 280 mm à l'arrière. Ils sont pincés par des étriers Brembo.

Le côté custom est plus prononcé avec l'adoption d'un pneu arrière de 15 pouces. Le grand guidon et la finition chromé des carters, de la fourche, de l'échappement sont également de rigueur.
Cette machine ne connut pas le succès, la clientèle de la marque étant plus portée sur les machines sportives, et l'entretien du système desmodromique étant trop compliqué pour l'amateur de custom.

Si la production prend fin en 1988, il faudra attendre 1990 pour que tous les modèles soient vendus.